# Schizotaenia aequalis
Schizotaenia aequalis är en mångfotingart som först beskrevs av von Porat 1894.  Schizotaenia aequalis ingår i släktet Schizotaenia och familjen storjordkrypare.
Artens utbredningsområde är Kamerun. Inga underarter finns listade i Catalogue of Life.